# Canton de Pange
Pour les articles homonymes, voir Pange.
Le canton de Pange est une ancienne division administrative française qui était située dans le département de la Moselle et la région Lorraine.

## Géographie
Ce canton est organisé autour de Pange et était situé dans l’arrondissement de Metz-Campagne jusqu'au 31 décembre 2014. Son altitude varie de 189 m (Montoy-Flanville) à 344 m (Servigny-lès-Raville) pour une altitude moyenne de 257 m.
Dans la plaine lorraine, au sud-est de Metz, le canton de Pange forme un triangle d’une superficie de 24 327 hectares dont 3 036 de forêts. Il est limité approximativement au nord par la route de Metz à Sarrelouis, à l’ouest par celle de Metz à Strasbourg et à l’est par l’antique forêt carolingienne de Rémilly.
La vallée très évasée comporte quelques alluvions récentes. Mais la terre glaise est la vraie nature du terrain : vers l’est surtout des calcaires coquilliers et des marnes irisées, vers l’ouest succèdent au sol quaternaire de dépôts glaciers, des marnes calcaires et l’argile liasique.
Les printemps sont incertains et brumeux avec des gelées nocturnes, les étés chauds, orageux, avec des chutes de grêle, les automnes courts avec encore de belles journées et les hivers précoces et souvent rigoureux.

## Histoire
Le canton de Pange, très proche de Metz, était au Moyen Âge en plein Pays messin. La plupart des communes du canton avec celles du canton de Vigy au nord représente le territoire du Haut Chemin. Les communes au sud du canton sont à la frontière du Saulnois.

### Formation du canton de Pange
Le canton est créé le 29 vendémiaire de l’an X (21 octobre 1801) par arrêté des Consuls avec tous les autres cantons du département de la Moselle dans le cadre de la Constitution de l’an VIII.
Il se compose, à l’origine, de 48 communes qui lui viennent de six cantons par la même occasion supprimés :
- du canton d’Ars-Laquenexy : Coincy, Colligny, Colombey, Courcelles-sur-Nied, Flanville, Laquenexy, Maizery, Marsilly, Mont, Montoy, Ogy, Pange, Pont-à-Chaussy, Retonfey, Silly-sur-Nied, Villers-Laquenexy.
- du canton de Herny : Aoury.
- du canton de Maizeroy : Bazoncourt, Berlize, Domangeville, Frécourt, Sanry-sur-Nied, Chevillon, Courcelles-Chaussy, Raville, Servigny-lès-Raville, Villers-Stoncourt.
- du canton de Rémilly : Aube, Ancerville, Aubecourt, Béchy, Chailly, Chanville, Dain-en-Saulnois, Flocourt, Lemud, Sorbey, Vaucremont.
- du canton de Solgne : Beux, Thimonville, Tragny.
- du canton de Varize : Landonvillers, Vaudoncourt.

On s’est étonné parfois du choix de Pange comme chef-lieu, qui ne comportait que 378 habitants, alors que Rémilly en avait déjà 721 et Courcelles-Chaussy 1 136. Cela est dû simplement à la loi du 8 plûviose an IX qui ordonnait de découper les départements en circonscriptions de justice de paix de 10 à 15 000 habitants, le gouvernement se réservant de désigner ensuite parmi les communes de chacune, celle qui – soit à raison de sa centralité, soit par rapport à ses relations avec les autres communes – en serait le chef-lieu.
Le 30 décembre 1802, Napoléon Bonaparte nomme le président de l’assemblée cantonale Jean-Nicolas Lejeune, maire de Colombey « homme de beaucoup d’esprit et de caractère conciliant ».
À l’origine, le canton comptait 12 089 habitants qui venaient de se repartager entre eux les terres.

### Évolution du canton

#### Construction de la route de Metz à Mayence
Après 1806, le canton est ouvert au trafic international par la construction de la route de Metz à Mayence. L’empereur Napoléon qui, après Austerlitz, avait joint à son empire une partie de l’Allemagne, désirait y favoriser ainsi la pénétration administrative française et ouvrir au commerce des débouchés nouveaux.
Cette route préexistait, mais comportait un tracé défectueux et de nombreuses parties en naturel. De Metz à Fouligny, il s’agissait de réaliser un empierrement nouveau. Les adjudicataires furent les entreprises Simon de Metz (de la Porte des Allemands à Saint-Agnan) ; Lallement de Metz (de Saint-Agnan à Pont-à-Chaussy) et Olier de St Avold (de Pont-à-Chaussy à Fouligny). En principe, l’empereur avait mis la construction aux frais de l’État. Mais des communes rapprochées de la route comme Colombey, Coincy ou Marsilly durent participer à l’extraction, au transport et au cassage des pierres. En 1812, la route impériale numéro 4 était devenue, grâce à une dépense totale de 5 millions, l’une des plus belles de l’Empire.
Les régimes suivants l’entretiendront régulièrement. L’empereur Napoléon s’intéressait également à cette route à cause de son intérêt stratégique. On appellera bientôt la route de Mayence « la route de la Grande Armée » comme ligne d’opération vers ses futurs champs de bataille. C’est aujourd’hui la route qu’on appelle route de Sarrebruck.

#### Invasion prussienne
Le 13 janvier 1814, tous les villages du canton sont envahis par les armées Prussiennes et Russes.
1817 : le canton compte 33 communes, 23 064 hectares de territoire productif, 12 670 habitants.

#### Dépopulation
Après le rush sur les terres du début du siècle, après 1840 c’est la désertion. Beaucoup se détournent de la campagne et, en Moselle, c’est dans le canton de Pange que le mouvement semble avoir commencé. Attirés par Metz ou Paris, nombre d’ouvriers agricoles quittent leurs villages : 23 communes perdent le dixième de leur effectif. Cette dépopulation, que cachait un bon taux de natalité, ne fera que s’accentuer avec la construction des voies ferrées et des progrès industriels.

#### Construction du chemin de fer Metz-Sarrebruck par Courcelles-sur-Nied et Rémilly
Un arrêté du 15 août 1842 ordonna l’étude d’un embranchement de la ligne de chemin de fer Paris-Strasbourg, de Frouard jusqu’à Metz et de Metz jusqu’à Sarrebruck. Ce dernier tronçon qui intéressait notre canton connut quatre projets successifs dont le premier proposé dès 1838 de passer par Vallières, Colombey, Pange… N’ayant été présenté que sommairement, ce plan ne retint pas davantage l’attention.

#### Guerre de 1870
Après la défaite Française, le traité de Francfort, signé le 10 mai 1871, donne l’Alsace et une partie de la Lorraine avec Metz au nouvel Empire allemand. Un recensement fut ordonné. Au 1er décembre 1871, le canton de Pange comptait 11 541 habitants, il est rattaché à l'arrondissement de Metz-Campagne
L’empereur Guillaume II, voulant se concilier ses sujets Lorrains, se fera bâtir un château à Courcelles-Chaussy. Il y fera également construire le temple protestant.

#### XXesiècle
La défaite Allemande de 1918 redonne le canton à la France, la défaite Française de 1940 redonne le canton à l’Allemagne. Pendant la guerre, (1939-1945), les communes du canton (qui avait été supprimé) furent partagées en six districts. La défaite Allemande redonne le canton à la France en novembre 1944.
La télévision est reçue dans le canton depuis 1955.
Une initiative intéressante a été prise à Pange où le maire Paul Mayot a créé, en 1965, le premier syndicat du département à vocation multiple. Ce SIVOM de Pange avait pour but de développer les services afin que les enfants puissent fréquenter une école maternelle intercommunale avec transport d’enfant, jouir des bienfaits d’une piscine et d’un foyer rural ; la propreté des rues et des cimetières, l’enlèvement régulier des ordures ménagères, c’est-à-dire une initiative d’entraide sans laquelle les communes seules auraient été incapables financièrement d’embaucher du personnel et d’acheter des machines.
À la suite du redécoupage cantonal de 2014, le canton de Pange disparait : 19 communes rejoignent le canton du Pays messin centré sur Courcelles-Chaussy et 12 celui de Faulquemont (Ancerville, Aube, Béchy, Beux, Chanville, Flocourt, Lemud, Luppy, Rémilly, Thimonville, Tragny et Villers-Stoncourt).

## Administration

### Conseillers généraux de 1833 à 2015
| Période     | Période          | Identité                                    | Étiquette      | Qualité |
| ----------- | ---------------- | ------------------------------------------- | -------------- | --- |
| 1833        | 1842             | Auguste Rolland                             |                | Notaire à Rémilly, architecte, pastelliste animalier                                                                             |
| 1842        | 1852             | Marquis Maurice Thomas de Pange (1813-1878) | Gouvernemental | Auditeur au Conseil d'État Propriétaire à Pange                                                                                  |
| 1852        | 1867 (démission) | Pierre Goulon                               |                | Conseiller honoraire à la Cour Impériale de Metz                                                                                 |
| 1868        | 1870             | Baron Joseph Sers                           |                | Ancien auditeur au Conseil d'État Maire de Courcelles-Chaussy (1854-1870) Nommé Préfet de l'Eure en 1871                         |
| 1871        | 1919             | Annexion allemande                          |                | |
| 1919        | 1930             | Léon Henry                                  | URL            | Banquier Maire de Courcelles-Chaussy                                                                                             |
| 1930        | 1940             | Robert Sérot                                | URD            | Député (1919-1940) Sous-secrétaire d’État (1929-1930) Président du Conseil Général                                               |
| 1940        | 1944             | Annexion allemande                          |                | |
| 1945        | 1954 (décès)     | Robert Sérot                                | DVD            | Président du conseil général (1945-1954) député (1919-1940 et 1945-1946) Sénateur (1946-1948) Sous secrétaire d’État (1929-1930) |
| 23 mai 1954 | 1976             | Joseph Schaff                               | MRP puis CDP   | Employé SNCF Maire de Montigny-lès-Metz Député (1962-1968)                                                                       |
| 1976        | 1988             | André Semin                                 | RI puis UDF    | Chef de service au Crédit agricole Maire de Courcelles-Chaussy (1967-1995)                                                       |
| 1988        | 2015             | Bernard Hertzog                             | UDF puis UMP   | Maire de Silly-sur-Nied (1977-2014) Vice-Président du Conseil Général                                                            |

### Conseillers d'arrondissement (de 1833 à 1940)
| Période                                  | Période      | Identité                          | Étiquette            | Qualité |
| ---------------------------------------- | ------------ | --------------------------------- | -------------------- | --- |
| 1833                                     |              | Eugène Louis Lapointe (1800-1873) |                      | Avocat, agronome exploitant le domaine d'Imsbach, propriétaire à Maizery, Vice-Président du comice agricole de Metz |
|                                          |              |                                   |                      | |
| 1919                                     | 1925         | Joseph Baillard                   | URL                  | Maire de Pange |
| 1925                                     | 1935 (décès) | Albert Nassoy (1863-1935)         |                      | Fabricant de matériel agricole, maire de Rémilly                                                                    |
| 1935                                     | 1940         | Julien Kieffer                    | Républicain national | Maire de Rémilly |
| 1940                                     |              |                                   |                      | Les conseils d'arrondissement ont été suspendus par la loi du 12 octobre 1940 et n'ont jamais été réactivés         |
| Les données manquantes sont à compléter. |              |                                   |                      | |

## Composition
Le canton de Pange groupe 31 communes et compte 19 496 habitants (recensement de 2012 sans doubles comptes).
| Communes             | Population (2012) | Code postal | Code Insee |
| -------------------- | ----------------- | ----------- | ---------- |
| Ancerville           | 262               | 57580       | 57020      |
| Ars-Laquenexy        | 956               | 57530       | 57031      |
| Aube                 | 261               | 57580       | 57037      |
| Bazoncourt           | 510               | 57530       | 57055      |
| Béchy                | 561               | 57580       | 57057      |
| Beux                 | 274               | 57580       | 57075      |
| Chanville            | 121               | 57580       | 57127      |
| Coincy               | 305               | 57530       | 57145      |
| Colligny             | 355               | 57530       | 57148      |
| Courcelles-Chaussy   | 3 048             | 57530       | 57155      |
| Courcelles-sur-Nied  | 1 110             | 57530       | 57156      |
| Flocourt             | 121               | 57580       | 57220      |
| Laquenexy            | 1 058             | 57530       | 57385      |
| Lemud                | 313               | 57580       | 57392      |
| Luppy                | 574               | 57580       | 57425      |
| Maizeroy             | 358               | 57530       | 57431      |
| Maizery              | 199               | 57530       | 57432      |
| Marsilly             | 524               | 57530       | 57449      |
| Montoy-Flanville     | 1 085             | 57645       | 57482      |
| Ogy                  | 536               | 57530       | 57523      |
| Pange                | 933               | 57530       | 57533      |
| Raville              | 267               | 57530       | 57563      |
| Rémilly              | 2 146             | 57580       | 57572      |
| Retonfey             | 1 345             | 57645       | 57575      |
| Sanry-sur-Nied       | 312               | 57530       | 57627      |
| Servigny-lès-Raville | 408               | 57530       | 57648      |
| Silly-sur-Nied       | 697               | 57530       | 57654      |
| Sorbey               | 336               | 57580       | 57656      |
| Thimonville          | 162               | 57580       | 57671      |
| Tragny               | 109               | 57580       | 57676      |
| Villers-Stoncourt    | 250               | 57530       | 57718      |

## Démographie
| 1962  | 1968  | 1975   | 1982   | 1990   | 1999   | 2012   | 2014 |
| ----- | ----- | ------ | ------ | ------ | ------ | ------ | ---- |
| 7 631 | 8 411 | 10 434 | 14 182 | 15 974 | 17 050 | 19 496 | -    |